# Зорница Маринова
Зорница Маринова е българска състезателка по художествена гимнастика.
Родена е на 6 януари 1987 година във Велико Търново. Тренира художествена гимнастика в клуба „Левски Илиана“ и се състезава в националния отбор. Участва в Олимпиадата в Атина през 2004 година, където печели бронзов медал в ансамбловото състезание, както и в Олимпиадата в Пекин през 2008 година.